# Balcombe Lane
Balcombe Lane – wieś w Anglii, w hrabstwie West Sussex. Leży 53 km na północny wschód od miasta Chichester i 49 km na południe od Londynu.